# Стъклен дом
„Стъклен дом“ е български сериал на bTV, премиерно излъчен през 2010 г. Сериалът е семейна драма, изпълнителни продуценти са Димитър Митовски и Димитър Гочев – „Камера“ ООД. „Стъклен дом“ се излъчва в праймтайма на bTV, като първият сезон се излъчва всяка неделя от 20:00 ч., а останалите сезони – в същия час на излъчване в понеделник вечер. В сериала участват някои от най-известните български актьори. Режисьори на филма са Виктор Божинов и Петър Русев, а оператори са Ненад Бороевич и Александър Станишев.

## Развитие
В началото на 2010 година, bTV обявяват, че започва заснемането на нов български сериал. Снимките започват на 15 февруари 2010 г. и до месец април са заснети 33 епизода с неопределена дължина от първоначално 66-епизодов първи сезон. На 7 април 2010 г. е обявено, че „Стъклен дом“ е купен от един от водещите турски канали и вече е започнало дублиране на заснетите епизоди, които ще бъдат излъчени след излъчването на десети епизод в България на 13 юни. По-късно се разбира, че Стъклен дом ще се излъчва по FOX Турция от 25 юли 2010 г.
На 20 юни 2010 г. сериалът излиза в лятна почивка, като е обявено, че с 11-и епизод свършва първи сезон. Втори сезон започва да се излъчва от 26 септември 2010 г. под надслов „Време за истина“, като снимките на останалите епизоди започват от 26 юли 2010 г. Сезонът е прекъснат за зимна почивка през декември 2010 г. Сериалът се завръща с втората част на втори сезон на 14 март 2011 г. под нов надслов – „Време за Истина: Развръзката“. Скоро след съобщението започват снимките и на трети сезон. Краят на втори сезон е на 4 април 2011 г.
Излъчването на сезон 3 започва на 11 април 2011 г., една година след премиерата на „Стъклен дом“ сезон 1, и завършва на 6 юни 2011 г. Сезонът носи заглавието Стъклен дом: Изкушението. Сезонът е част от „Сезонът на българските сериали“ по bTV.
На 31 октомври 2011 г. започва четвърти сезон с подзаглавие „Наказанието“, част от „Сезонът на българските сериали 2“. По-рано същия ден е обявено, че сезонът е последен за сериала и че финалът е през 2012 г. 2 месеца по-късно бТВ обявяват епизода на 26 декември 2011 г. за финал на сезона. Не е потвърдено дали ще се снима пети сезон, но финалът остава с график за излъчване през 2012 г. На 19 януари 2012 г. е обявено, че сезон 5 „Спасението“ ще бъде последният сезон на сериала и ще се излъчва през пролетта на 2012 г. като част от „Сезонът на българските сериали – 3-умфът“.
Снимките на последния сезон приключват на 31 март 2012 г., след над 5000 снимачни часа, 70 астрономически часа в ефир и 5 сезона.

## Отношения с други продукции
В друг сериал на БТВ, „Седем часа разлика“, Таня Стоева споменава „делото за моловете на Касабови“, очевидно изтъквайки връзката между двата сериала.
В премиерата на четвърти сезон, „Наказанието“, героят от „Под прикритие“, сержант Кръстанов, е изпратен да търси Албена. „Под прикритие“, макар и да се излъчва по БНТ, е продукция на Димитър Митовски и Димитър Гочев, продуцентите на „Стъклен дом“. Това, заедно с факта, че и трите сериала са с жанр крими, семейна драма, също предполага, че „Под прикритие“ и „Седем часа разлика“ са производни сериали, разклонение (spin-off), на „Стъклен дом“, след като той пръв започва излъчването си.

## Епизоди
Основна статия: Списък с епизоди на Стъклен дом
Това е списъкът с епизоди на сериала „Стъклен дом“ с оригиналните дати на излъчване в България по bTV

## Излъчване и епизоди

### Оригинално излъчване
| Сезон                         | Сезон | Подзаглавие     | Време на излъчване | ТВ Сезон         | Епизоди      | Премиера          | Финал            | Времетраене                  |
| ----------------------------- | ----- | --------------- | ------------------ | ---------------- | ------------ | ----------------- | ---------------- | ---------------------------- |
|                               | 1     | Всичко има цена | Неделя, 20:00      | 2010 (пролет)    | 11           | 11 април 2010     | 20 юни 2010      | 70 минути                    |
|                               | 2     | Време за истина | Понеделник, 20:00  | 2010 (есен)      | 13           | 26 септември 2010 | 13 декември 2010 | 90 минути                    |
| Време за истина — Развръзката | 2     | 2011 (пролет)   | Понеделник, 20:00  | 4                | 14 март 2011 | 4 април 2011      |                  | 90 минути                    |
|                               | 3     | Изкушението     | Понеделник, 20:00  | 2011 (пролет)    | 9            | 11 април 2011     | 6 юни 2011       | 90 минути                    |
|                               | 4     | Наказанието     | Понеделник, 20:00  | 2011 (есен-зима) | 18           | 31 октомври 2011  | 26 декември 2011 | 45 минути (двойно излъчване) |
|                               | 5     | Спасението      | Понеделник, 20:00  | 2012 (пролет)    | 9            | 16 април 2012     | 11 юни 2012      | 90 минути                    |

## Първи сезон
Стъклен дом: Всичко има цена
| Излъчване               | Епизод | Рейтинг | Времетраене |
| ----------------------- | ------ | ------- | ----------- |
| 11.04.2010, 20:00-21:30 | 01     | 1.49    | 70 минути   |
| 18.04.2010, 20:00-21:30 | 02     | N/A     | 70 минути   |
| 25.04.2010, 20:00-21:30 | 03     | N/A     | 70 минути   |
| 02.05.2010, 20:00-21:30 | 04     | N/A     | 70 минути   |
| 09.05.2010, 20:00-21:30 | 05     | N/A     | 70 минути   |
| 16.05.2010, 20:00-21:30 | 06     | N/A     | 70 минути   |
| 23.05.2010, 20:00-21:30 | 07     | N/A     | 70 минути   |
| 30.05.2010, 20:00-21:30 | 08     | N/A     | 70 минути   |
| 06.06.2010, 20:00-21:30 | 09     | N/A     | 70 минути   |
| 13.06.2010, 20:00-21:30 | 10     | N/A     | 70 минути   |
| 20.06.2010, 20:00-21:30 | 11     | 1.14    | 70 минути   |

## Втори сезон
Стъклен дом: Време за истина
| Излъчване               | Епизод | Рейтинг | Времетраене |
| ----------------------- | ------ | ------- | ----------- |
| 26.09.2010, 20:00-22:00 | 01     | N/A     | 90 минути   |
| 27.09.2010, 20:00-22:00 | 02     | N/A     | 90 минути   |
| 04.10.2010, 20:00-22:00 | 03     | N/A     | 90 минути   |
| 11.10.2010, 20:00-22:00 | 04     | N/A     | 90 минути   |
| 18.10.2010, 20:00-22:00 | 05     | N/A     | 90 минути   |
| 25.10.2010, 20:00-22:00 | 06     | N/A     | 90 минути   |
| 01.11.2010, 20:00-22:00 | 07     | N/A     | 90 минути   |
| 08.11.2010, 20:00-22:00 | 08     | N/A     | 90 минути   |
| 15.11.2010, 20:00-22:00 | 09     | N/A     | 90 минути   |
| 22.11.2010, 20:00-22:00 | 10     | N/A     | 90 минути   |
| 29.11.2010, 20:00-22:00 | 11     | N/A     | 90 минути   |
| 06.12.2010, 20:00-22:00 | 12     | N/A     | 90 минути   |
| 13.12.2010, 20:00-22:00 | 13     | N/A     | 90 минути   |

Стъклен дом: Време за истина – Развръзката
| Излъчване               | Епизод | Рейтинг | Времетраене |
| ----------------------- | ------ | ------- | ----------- |
| 14.03.2011, 20:00-22:00 | 14     | N/A     | 90 минути   |
| 21.03.2011, 20:00-22:00 | 15     | N/A     | 90 минути   |
| 28.03.2011, 20:00-22:00 | 16     | N/A     | 90 минути   |
| 04.04.2011, 20:00-22:00 | 17     | N/A     | 90 минути   |

## Трети сезон
Стъклен дом: Изкушението
| Излъчване               | Епизод | Рейтинг | Времетраене |
| ----------------------- | ------ | ------- | ----------- |
| 11.04.2011, 20:00-22:00 | 01     | N/A     | 90 минути   |
| 18.04.2011, 20:00-22:00 | 02     | N/A     | 90 минути   |
| 25.04.2011, 20:00-22:00 | 03     | N/A     | 90 минути   |
| 02.05.2011, 20:00-22:00 | 04     | N/A     | 90 минути   |
| 09.05.2011, 20:00-22:00 | 05     | N/A     | 90 минути   |
| 16.05.2011, 20:00-22:00 | 06     | N/A     | 90 минути   |
| 23.05.2011, 20:00-22:00 | 07     | N/A     | 90 минути   |
| 30.05.2011, 20:00-22:00 | 08     | N/A     | 90 минути   |
| 06.06.2011, 20:00-22:00 | 09     | N/A     | 90 минути   |

## Четвърти сезон
Стъклен дом: Наказанието

От този сезон, едно излъчване започва да се счита за две 45-минутни части на епизод, с директен преход от едната към другата.
| Излъчване               | Епизод | Рейтинг | Времетраене |
| ----------------------- | ------ | ------- | ----------- |
| 31.10.2011, 20:00-21:00 | 01     | N/A     | 45 минути   |
| 31.10.2011, 21:00-22:00 | 02     | N/A     | 45 минути   |
| 07.11.2011, 20:00-21:00 | 03     | N/A     | 45 минути   |
| 07.11.2011, 21:00-22:00 | 04     | N/A     | 45 минути   |
| 14.11.2011, 20:00-21:00 | 05     | N/A     | 45 минути   |
| 14.11.2011, 21:00-22:00 | 06     | N/A     | 45 минути   |
| 21.11.2011, 20:00-21:00 | 07     | N/A     | 45 минути   |
| 21.11.2011, 21:00-22:00 | 08     | N/A     | 45 минути   |
| 28.11.2011, 20:00-21:00 | 09     | N/A     | 45 минути   |
| 28.11.2011, 21:00-22:00 | 10     | N/A     | 45 минути   |
| 05.12.2011, 20:00-21:00 | 11     | N/A     | 45 минути   |
| 05.12.2011, 21:00-22:00 | 12     | N/A     | 45 минути   |
| 12.12.2011, 20:00-21:00 | 13     | N/A     | 45 минути   |
| 12.12.2011, 21:00-22:00 | 14     | N/A     | 45 минути   |
| 19.12.2011, 20:00-21:00 | 15     | N/A     | 45 минути   |
| 19.12.2011, 21:00-22:00 | 16     | N/A     | 45 минути   |
| 26.12.2011, 20:00-21:00 | 17     | N/A     | 45 минути   |
| 26.12.2011, 21:00-22:00 | 18     | N/A     | 45 минути   |

## Пети сезон
Стъклен дом: Спасението

| Излъчване               | Епизод | Рейтинг | Времетраене |
| ----------------------- | ------ | ------- | ----------- |
| 16.04.2012, 20:00-22:00 | 01     | N/A     | 90 минути   |
| 23.04.2012, 20:00-22:00 | 02     | N/A     | 90 минути   |
| 30.04.2012, 20:00-22:00 | 03     | N/A     | 90 минути   |
| 07.05.2012, 20:00-22:00 | 04     | N/A     | 90 минути   |
| 14.05.2012, 20:00-22:00 | 05     | N/A     | 90 минути   |
| 21.05.2012, 20:00-22:00 | 06     | N/A     | 90 минути   |
| 28.05.2012, 20:00-22:00 | 07     | N/A     | 90 минути   |
| 04.06.2012, 20:00-22:00 | 08     | N/A     | 90 минути   |
| 11.06.2012, 20:00-22:00 | 09     | N/A     | 90 минути   |

### В България
Премиерата на сериала е на 11 април 2010 г. по bTV от 20:00. Всяка седмица се излъчва един епизод до 20 юни. Първият сезон е с подзаглавие „Всичко има цена“. Втори сезон започва на 26 септември 2010 г. с двудневна премиера и със заглавие „Време за истина“. Сезонът е спрян през декември 2010 г. и продължава от 14 март 2011 г. с ново заглавие – „Развръзката“. На 11 април 2011 г., една година след премиерата на „Стъклен дом“ сезон 1., започва излъчването на „Стъклен дом сезон 3:Изкушението“. Сезон 3 се излъчва отново в понеделник от 20:00 часа. Сезон 4: Наказанието започва да се излъчва от 31 октомври 2011 г. Сезон 5 с име „Спасението“ се излъчва от 16 април 2012 г. и е последния за сериала. Повторение на епизодите се излъчва по bTV Cinema.

### Рейтинги
Пилотният епизод на „Стъклен дом“, рекламиран като завръщането на българското кино, поставя рекорди с високия си рейтинг – 1,49 милиона зрители и 50% дял. По време на сезонът рейтингите се запазват. Финалът на първия сезон привлича по-малко зрители – 1,14 милиона и 44% дял, но въпреки това сериалът остава успешен. В първия ден от премиерата на втори сезон рейтигите са подобни на досегашните – 1,144 милиона зрители. През сезона те се запазват подобни. След началото на трети сезон рейтингите падат значително, но все пак последният епизод от трети сезон събира 1.3 милиона зрители пред екраните и е имал 53% дял. Премиерата на четвърти сезон поставя рекорд за най-гледан епизод в историята на сериала – 1,5 милиона зрители и 53,1% дял.

### В чужбина
„Стъклен дом“ е излъчен в общо 8 страни – Гърция, Румъния, Сърбия, Северна Македония, Хърватия, Босна и Херцеговина и Словакия.
Правата за излъчване на „Стъклен дом“ са купени от „Alpha TV“ (Гърция), „Prva TV“ (Сърбия), „PRO TV“ (Румъния), „RTL Televizija“ (Хърватия). Българската сага е закупена и в Северна Македония от „Канал 5“, в Босна и Херцеговина от „Alternativna Televizija“ и в Словакия от телевизия „Markiza“.

## Актьорски състав и герои

### Сезон 1.:Всичко има цена и Сезон 2.:Време за истина
Главни герои
- Стефан Данаилов – Димитър Касабов, съдружник „M Center“ (сезон 1), собственик на мол „Витоша“ (сезон 2)
- Калин Врачански – Камен Касабов, син на Димитър Касабов, съдружник „M Cеnter“
- Бойко Кръстанов – Дани Касабов, втори син на Димитър Касабов
- Елена Петрова – Боряна Касабова, съпруга (втора) на Димитър Касабов
- Георги Кадурин – Христо Атанасов, съдружник „M Center“
- Яна Маринова – Елена Атанасова, PR на „M Center“ и съпруга на Христо Атанасов
- Асен Блатечки – Петър „Чарли“ Атанасов, брат на Христо Атанасов
- Луиза Григорова – Александра, дъщеря на Атанасови
- Юлиан Вергов – Николай Жеков, мениджър и бивш съдружник на „M Center“
- Радина Кърджилова – Сиана, дъщеря на Николай Жеков
- Красимир Ранков – Антон Ставрев, шеф на охраната на „M Center“
- Стефка Янорова – Ваня Ставрева, фризьорка в мола на „M Center“ и съпруга на Антон Ставрев
- Явор Бахаров – Хари, син на Ставреви

Второстепенни герои
- Десислава Бакърджиева – Нели Иванова, секретарката на Христо Атанасов и Камен Касабов
- Дарин Ангелов – барманът Иво
- Илка Зафирова – Магдалена Атанасова, майка на Христо и Чарли
- Александър Кадиев – Пацо, приятел на Сиана, Алекс, Дани и Сандра
- Атанас Атанасов – агент Колев, нает от Димитър Касабов да следи Боряна Касабова и Камен Касабов
- Георги Новаков – Константин Чолаков
- Мира Бояджиева – Сандра, приятелка на Сиана, Алекс, Дани
- Емил Емилов – извергът Методи Ганев
- Богдана Вульпе - медицинска сестра

### Сезон 3:Изкушението, Сезон 4:Наказанието и Сезон 5: Спасението
Главни герои
- Калин Врачански – Камен Касабов, син на Димитър Касабов, съдружник мол „Витоша“
- Стефан Данаилов – Димитър Касабов, (сезон 3 и 4) съдружник мол „Витоша“
- Елена Петрова – Боряна Касабова, съпруга на Камен Касабов, съдружник мол „Витоша“
- Диляна Попова – (сезон 3 и 4) Албена, сестра на Боряна Касабова
- Бойко Кръстанов – Дани Касабов, втори син на Димитър Касабов, съдружник мол „Витоша“
- Юлиан Вергов – Николай Жеков, (сезон 4 и 5) управител на мол „Витоша"
- Башар Рахал – (сезон 5) Стефан Шакалиев – Шаки, бизнес партньор на Николай Жеков
- Асен Блатечки – Петър Атанасов – Чарли, брат на Христо Атанасов, бивш приятел на Сиана, баща на Емо
- Десислава Бакърджиева – Нели Иванова, секретарката на Христо Атанасов и Камен Касабов
- Георги Кадурин – Христо Атанасов, (сезон 3 и 4)съдружник мол „Витоша“, (сезон 5) собственик на рекламна фирма
- Яна Маринова – Елена Сарафова (Атанасова – сезон 4 и 5), бивша (настояща-сезон 4 и 5) съпруга на Христо Атанасов (сезон 3 и 4), съдружник в мол „Витоша“ (сезон 5), собственик на рекламна фирма
- Радина Кърджилова – Сиана, дъщеря на Николай Жеков, майка на Емо, PR на мол „Витоша“, приятелка на Дани, Алекс, Хари, Сандра, Пацо и Коки
- Веселин Мезеклиев – (сезон 3 и 4)Виктор Сарафов, съпруг на Елена Сарафова, кмет на София и по-късно (4 сезон) президент на България (умира докато е държавен глава), собственик на фирмата купувач на мол „Витоша“
- Стефан Иванов – (сезон 3 и 4)Тома Симеонов, собственик на „MaryKate Consulting“, посредник
- Красимир Ранков – Антон Ставрев, шеф на охраната на мол „Витоша“
- Стефка Янорова – Ваня Ставрева, съпруга на Антон Ставрев, фризьорка в мол „Витоша“, най-добра приятелка на Боряна
- Явор Бахаров – Хари, син на Ставреви, приятел на Дани, Сиана, Алекс, Сандра, Пацо и Коки
- Луиза Григорова – Александра, дъщеря на Атанасови, приятелка на Дани, Сиана, Хари, Сандра, Пацо и Коки

Второстепенни герои
- Антоний Аргиров – Коки, барман в бара на мол „Витоша“, приятел на Дани, Сиана, Алекс, Сандра, Пацо и Хари
- Светослав Танев – (сезон 3)Благой, бивш шеф на охрана на мол „Витоша“
- Илка Зафирова – (сезон 3 и 4)Магдалена Атанасова, майка на Христо и Чарли
- Александър Кадиев – Пацо, приятел на Дани, Сиана, Алекс, Сандра, Хари и Коки
- Мира Бояджиева – Сандра, приятелка на Дани, Сиана, Алекс, Хари, Пацо и Коки
- Атанас Атанасов – агент Колев
- Тодор Толев – Стас
- Деница Михайлова – Мая
- Иво Караджов – Тодор
- Ивелина Стефанова – Нина

## Романът „Стъклен дом“
Книгите „Стъклен дом“ се издават от издателство „Сиела“. Те са написани от Ваня Щерева и са адаптация по сценария на Теодора Василева (главен сценарист), Георги Иванов, Невена Горянова (по съпруг Кертова), Тео Чепилов, Цонко Бумбалов и Екатерина Цветанова. В написването на том 2 „Време за истина“ вземат участие и Елка Стоянова и Васил Панайотов.
Том 1 интерпретира първия сезон на сериала. Книгата е издадена около премиерата на втори сезон като негова реклама. Том 2 „Време за истина“ е издаден около края на май 2011 година. Втората книга разказва историята на сезон 2: Време за истина. За всеки читател том 2 се продава с подарък – специален разделител.